# Statós-Ágios Fótios
Statós-Ágios Fótios (grec moderne : Στατός-Άγιος Φώτιος) est un village de Chypre de plus de 243 habitants.